# Sonorasaure
Sonorasaure (Sonorasaurus, “llangardaix de Sonora”) és un gènere representat per una única espècie de dinosaure sauròpode braquiosàurid, que va viure a mitjan període Cretaci, fa aproximadament entre 111 a 92 milions d'anys, en l'Albià tardà a Cenomanià en el territori que avui és Mèxic i Estats Units. Els fòssils es van trobar al sud-oest de l'estat d'Arizona, Estats Units. Descoberts per l'estudiant de geologia Richard Thompson el 1995, al Desert de Chihuahua una regió del Desert de Sonora en la Formació Turney Ranch, sent el primer braquiosàurid oposat a mitjan Cretaci a Nord-amèrica. Ratkevich va realitzar la seva descripció oficial en 1998, anomenant-lo S. thompsoni, però anteriorment s'havia referit a aquestes mateixes restes com a “Chihuahuasaurus”. Es calcula que va arribar a mesurar 15 metres de llarg i 8 d'alt, al voltant d'un terç de la grandària de braquiosaure.